# Moncoutant-sur-Sèvre
Moncoutant-sur-Sèvre est une commune nouvelle française résultant de la fusion — au 1er janvier 2019 — des communes du Breuil-Bernard, La Chapelle-Saint-Étienne, Moncoutant, Moutiers-sous-Chantemerle, Pugny et Saint-Jouin-de-Milly située dans le département des Deux-Sèvres, en région Nouvelle-Aquitaine.

## Géographie

### Climat
Pour des articles plus généraux, voir Climat de la Nouvelle-Aquitaine et Climat des Deux-Sèvres.
Historiquement, la commune est exposée à un climat océanique du nord-ouest.  
En 2020, Météo-France publie une typologie des climats de la France métropolitaine dans laquelle la commune est exposée à un climat océanique et est dans la région climatique Poitou-Charentes, caractérisée par un bon ensoleillement, particulièrement en été et des vents modérés.
Pour la période 1971-2000, la température annuelle moyenne est de 11,2 °C, avec une amplitude thermique annuelle de 14,3 °C. Le cumul annuel moyen de précipitations est de 942 mm, avec 12,8 jours de précipitations en janvier et 7,1 jours en juillet. Pour la période 1991-2020, la température moyenne annuelle observée sur la station météorologique la plus proche, située sur la commune de Clessé à 14 km à vol d'oiseau, est de 11,7 °C et le cumul annuel moyen de précipitations est de 857,5 mm,. Pour l'avenir, les paramètres climatiques de la commune estimés pour 2050 selon différents scénarios d’émission de gaz à effet de serre sont consultables sur un site dédié publié par Météo-France en novembre 2022.

## Urbanisme

### Typologie
Au 1er janvier 2024, Moncoutant-sur-Sèvre est catégorisée bourg rural, selon la nouvelle grille communale de densité à sept niveaux définie par l'Insee en 2022.
Elle appartient à l'unité urbaine de Moncoutant-sur-Sèvre, une unité urbaine monocommunale constituant une ville isolée,. La commune est en outre hors attraction des villes,.

### Risques majeurs
Le territoire de la commune de Moncoutant-sur-Sèvre est vulnérable à différents aléas naturels : météorologiques (tempête, orage, neige, grand froid, canicule ou sécheresse), inondations, mouvements de terrains et séisme (sismicité modérée). Il est également exposé à un risque technologique,  le transport de matières dangereuses, et à un risque particulier : le risque de radon. Un site publié par le BRGM permet d'évaluer simplement et rapidement les risques d'un bien localisé soit par son adresse soit par le numéro de sa parcelle.

#### Risques naturels
Certaines parties du territoire communal sont susceptibles d’être affectées par le risque d’inondation par débordement de cours d'eau, notamment l'Ouine, la rivière l'Ouine et la Sèvre Nantaise. La commune a été reconnue en état de catastrophe naturelle au titre des dommages causés par les inondations et coulées de boue survenues en 1982, 1983, 1995, 1999, 2008, 2010, 2012 et 2014,.

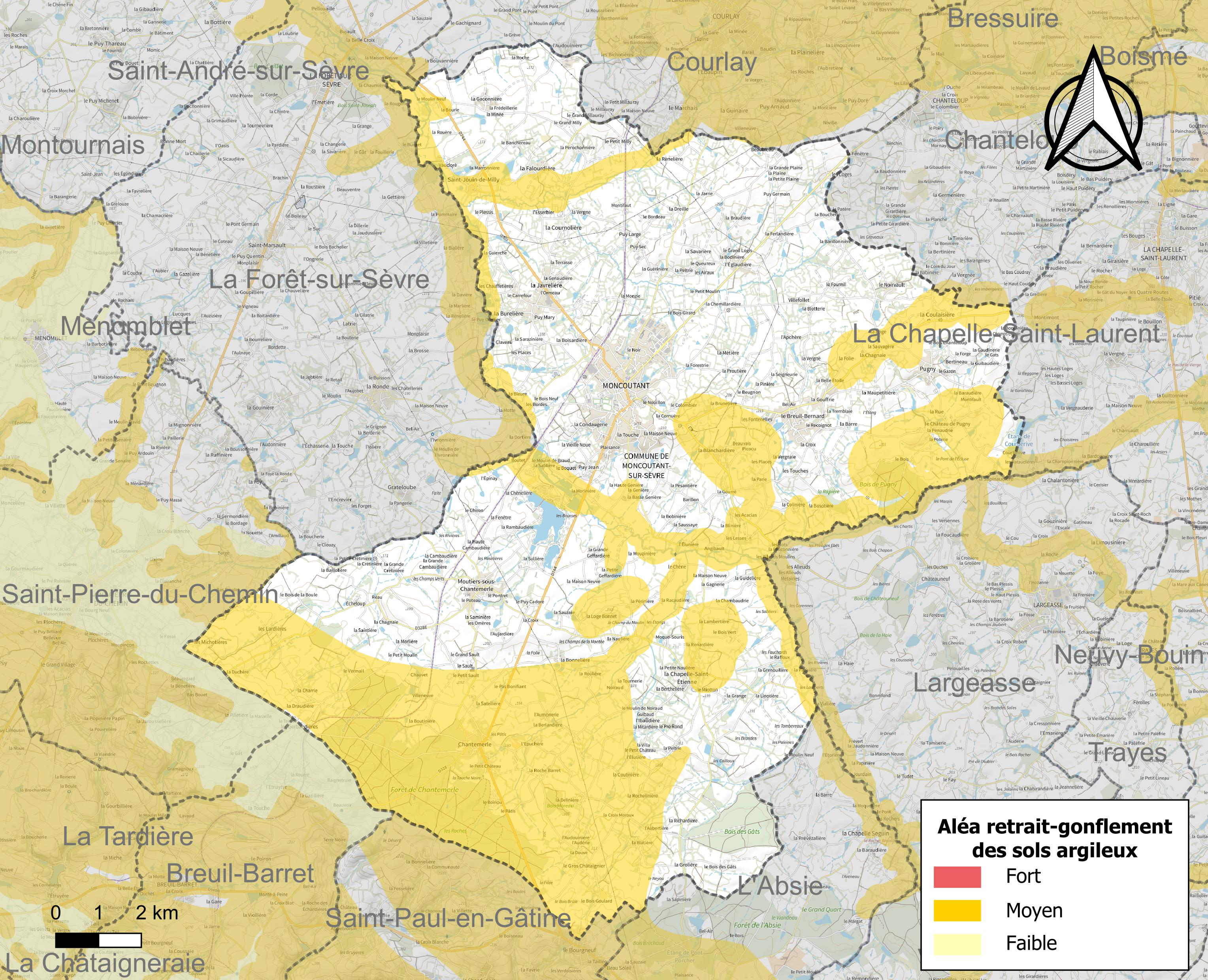
Carte des zones d'aléa retrait-gonflement des sols argileux de Moncoutant-sur-Sèvre.

Les mouvements de terrains susceptibles de se produire sur la commune sont des tassements différentiels. Le retrait-gonflement des sols argileux est susceptible d'engendrer des dommages importants aux bâtiments en cas d’alternance de périodes de sécheresse et de pluie. 39,7 % de la superficie communale est en aléa moyen ou fort (54,9 % au niveau départemental et 48,5 % au niveau national). Depuis le 1er octobre 2020, en application de la loi ELAN, différentes contraintes s'imposent aux vendeurs, maîtres d'ouvrages ou constructeurs de biens situés dans une zone classée en aléa moyen ou fort,.
La commune a été reconnue en état de catastrophe naturelle au titre des dommages causés par la sécheresse en 2017 et par des mouvements de terrain en 1999 et 2010.

#### Risque particulier
Dans plusieurs parties du territoire national, le radon, accumulé dans certains logements ou autres locaux, peut constituer une source significative d’exposition de la population aux rayonnements ionisants. Selon la classification de 2018, la commune de Moncoutant-sur-Sèvre est classée en zone 3, à savoir zone à potentiel radon significatif.

## Histoire
Elle est créée par l'arrêté préfectoral du 23 novembre 2018 avec effet au 1er janvier 2019.
Le chef-lieu est situé à Moncoutant.
L'Historien médiéviste Philippe Contamine y est inhumé.

## Politique et administration

### Communes déléguées
| Nom                       | Code Insee | Intercommunalité         | Superficie (km2) | Population (dernière pop. légale) | Densité (hab./km2) |
| ------------------------- | ---------- | ------------------------ | ---------------- | --------------------------------- | ------------------ |
| Moncoutant (siège)        | 79179      | CA du Bocage Bressuirais | 26,32            | 3 171 (2016)                      | 120                |
| Le Breuil-Bernard         | 79051      | CA du Bocage Bressuirais | 8,25             | 527 (2016)                        | 64                 |
| La Chapelle-Saint-Étienne | 79075      | CA du Bocage Bressuirais | 18,81            | 321 (2016)                        | 17                 |
| Moutiers-sous-Chantemerle | 79188      | CA du Bocage Bressuirais | 25,64            | 603 (2016)                        | 24                 |
| Pugny                     | 79222      | CA du Bocage Bressuirais | 6,99             | 228 (2016)                        | 33                 |
| Saint-Jouin-de-Milly      | 79261      | CA du Bocage Bressuirais | 6,77             | 191 (2016)                        | 28                 |

### Liste des maires
| Période        | Période     | Identité       | Étiquette | Qualité |
| -------------- | ----------- | -------------- | --------- | --- |
| 8 janvier 2019 | 25 mai 2020 | Gilles Pétraud | DVD       | Cadre supérieur Maire de Moncoutant (2017 → 2018) 9e vice-président de la CA du Bocage Bressuirais (2020 → ) |
| 25 mai 2020    | En cours    | Roland Moreau  | DVD       | Professeur des écoles puis enseignant spécialisé                                                             |

## Population et société

### Démographie
L'évolution du nombre d'habitants est connue à travers les recensements de la population effectués dans la commune depuis sa création.

En 2022, la commune comptait 5 100 habitants, en évolution de +1,17 % par rapport à 2016 (Deux-Sèvres : +0,18 %, France hors Mayotte : +2,11 %).
| 2016  | 2021  | 2022  |
| ----- | ----- | ----- |
| 5 041 | 5 085 | 5 100 |

## Économie
La commune est d'abord à vocation agricole, mais quelques commerces sont implantés en centre-ville. Il existe un peu d'artisanat et quelques industries. Avec l'ouverture du centre de vacances Pescalis en 2001, la commune se donne une nouvelle vocation touristique.

## Culture locale et patrimoine

### Lieux et monuments

#### Église Saint-Gervais et Saint-Protais
Elle a été agrandie de 1865 à 1867. Elle mélange les styles gothique flamboyant et roman. La base du clocher semble romane. Le pavage de la nef remploie de nombreuses pierres tombales gravées du XVIIe siècle. Les vitraux sont l'œuvre de G.P. Gustave Pierre Dagrant, peintre verrier à Bordeaux.

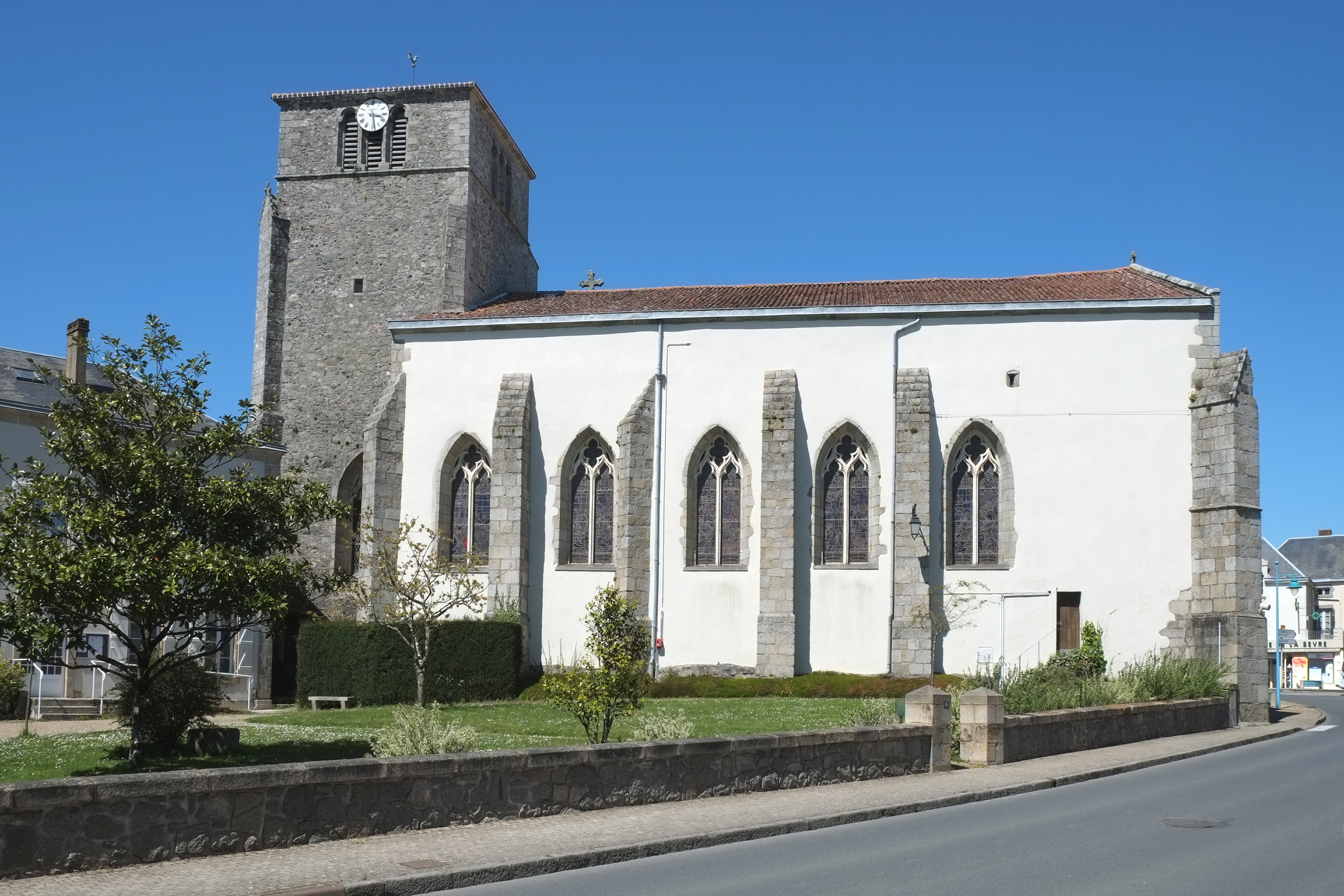
L'église Saint-Gervais et Saint-Protais.
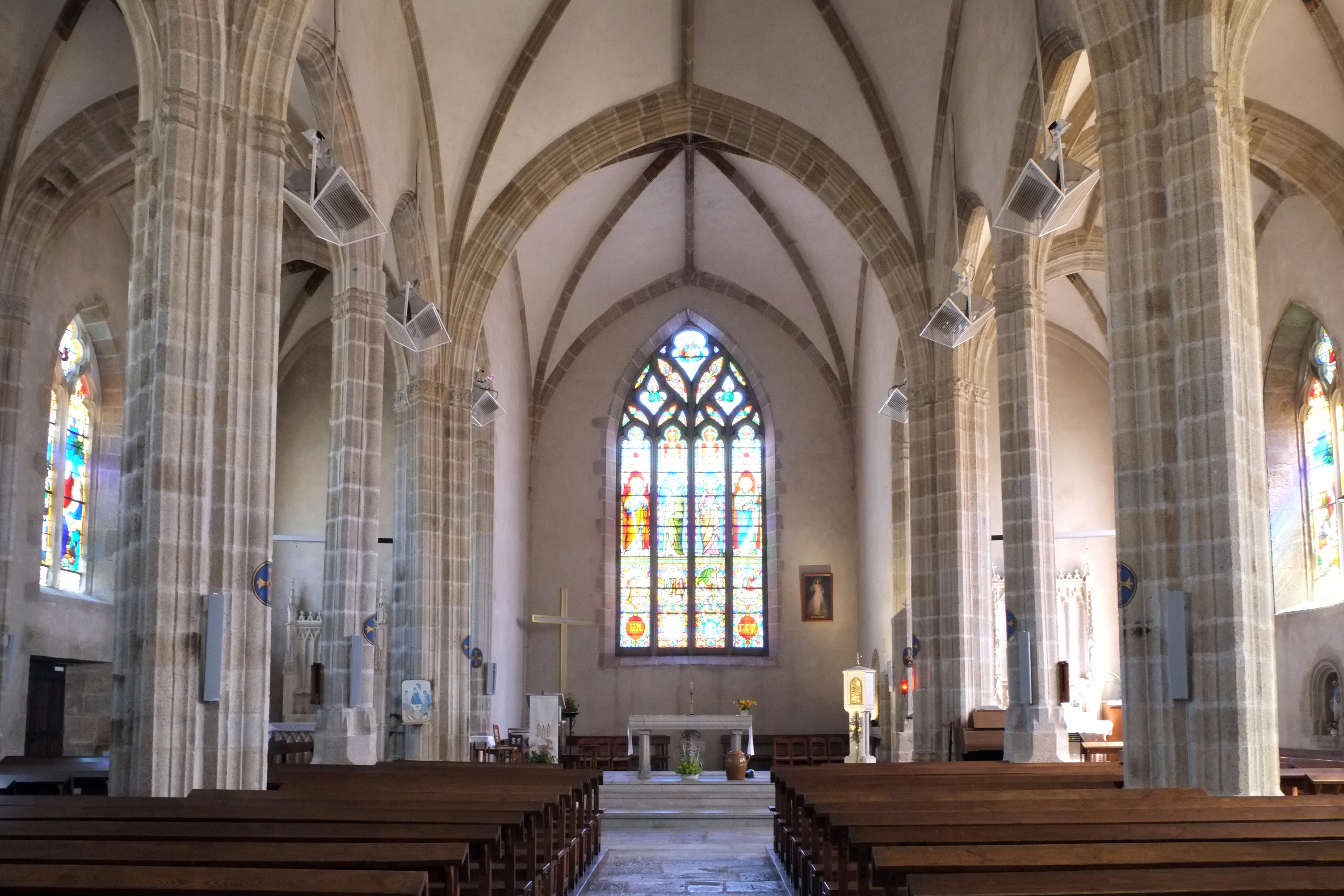
La nef de l'église Saint-Gervais et Saint-Protais.

#### Temple protestant de Moucoutant
Le premier temple est construit en 1808, au hameau de la Cournolière. Le temple protestant de Moncoutant actuel date de 1884.

#### Château de Pugny
Les plus anciennes mentions de l’existence des seigneurs de Pugny remontent aux Xe et XIe siècles. La plus ancienne mention de l’existence du château remonte à 1379 et se trouve dans les archives de Saint-Loup. Aujourd’hui à l’état de ruine, le château était autrefois un vaste rectangle de plus de 100 mètres dans sa plus grande longueur, flanqué dans ses extrémités de 4 tours imposantes dont la tour nord-est qui comptait 7 étages. Le logis de près de 60 mètres de long a vu passer bon nombre d’illustres propriétaires.
Ce n’est qu’à la fin du XVe siècle que le château de Pugny ne deviendra une vraie forteresse par autorisation royale. C’est en effet à Guillaume d’Appelvoisin, personnage en vue à la cour de Louis XI, écuyer du roi, que l’on doit cette fortification. Alors que ce privilège n’était que rarement accordé, Guillaume d’Appelvoisin obtint de Louis XI en 1474 d’une part l’autorisation de faire de son château une forteresse et d’autre part d’instituer à Pugny une foire le jour de la Saint-Pierre, patron de la paroisse.
Le grand remaniement du château a lieu vers 1550 par Guy de Sainte-Maure. Il fit construire le porche d’entrée, transformer la chapelle en temple, ouvrir les remparts et construire un château renaissance. On y voit encore aujourd’hui au-dessus du porche d'entrée son blason et la date 1557.
Le 25 août 1792, le château fut pillé, saccagé et incendié par les gardes nationaux de Pouzauges, de la châtaigneraie et de Fontenay qui allaient au secours de Bressuire attaquée par les paysans. Ce jour-là disparurent complètement  le logis, les écuries et le pigeonnier. C’est à partir de cet évènement tragique que débutèrent les guerres de Vendée. Le château fut ensuite confisqué au marquis de Mauroy (dernier propriétaire issu de la noblesse) et vendu avec les terres comme bien national.
Aux XIXe et XXe siècles le château fut transformé en exploitation agricole. Jusqu’à 3 familles se partagèrent et occupèrent les bâtiments. On compta jusqu’à 25 personnes vivant dans l’enceinte du château. A l’orée des années 1980 la plupart des vestiges du château avaient été détruits pour faciliter l’exploitation agricole. De l’ancien et prestigieux monument historique rien ne subsistait.
Aujourd'hui, l'association des Amis du Château de Pugny (A.C.P) sauvegarde le château et tente de lui rendre son lustre d'autrefois. Des visites privées sont organisées et le site est ouvert au public lors des Journées européennes du patrimoine.

### Personnalités liées à la commune
- Clovis Macouin, élu député en 1928, il devint maire de Moncoutant en 1930 jusqu'en 1938 date à laquelle il quitta Moncoutant pour Parthenay dont il devint maire par la suite. Réélu député en 1942, 1946 et 1951. Chevalier de la Légion d'honneur.
- Michel Bécot, sénateur des Deux-Sèvres de 1995 à 2014 et maire de Moncoutant de 1977 à 2008, a été fait maire honoraire[27] par Philippe Mouiller, également conseiller régional d'opposition, maire de Moncoutant le 12 septembre 2009 en présence de Jean-Pierre Raffarin (Premier ministre de 2002 à 2005).Chevalier de la Légion d'honneur.
- Jean Grellier, député du Nord Deux-Sèvres, né à Moncoutant.
- Philippe Mouiller, maire de Moncoutant de 2008 à 2017, Sénateur de 2014 à 2020, réélu sénateur en 2020.
- Philippe Contamine, historien médiéviste spécialiste de la guerre et de la noblesse à la fin du Moyen Âge, membre de l'Académie des inscriptions et belles-lettres, inhumé au cimetière du Breuil-Bernard[28].